# 梁波
梁波（1968年8月23日—），黑龙江省齐齐哈尔市人，记者。

## 生平
1998年－2004年就職於中央民族大學文傳學院任教。1999年9月，梁波因法论功问题被学校取消了班主任资格，随后又被剥夺了讲课的权利，不许晋升职称，不安排工作。2000年，因散發法輪功宣传資料被海口市公安局拘留兩個月。2003年6月1日，被北京市安全局和海南省安全厅在北京崇文门便宜坊烤鸭店门口带走。2004年2月，被羈押在海口市看守所。一個月後因懷孕改為監視居住。2004年6月4日，穿自制抗議服裝在海南省委門前，又被投入看守所。2004年8月，被海口市美蘭區法院判刑3年，緩刑5年。2009年5月，因與原工作單位中央民族大學交涉開除一事，被北京海淀區萬壽寺派出所带走，后取保候审。2010年5月20日，在北京家中被海淀區公安局带走，被關押在海淀看守所。2010年8月，海淀区人民检察院以梁波涉嫌利用邪教组织破坏法律实施罪罪名向海淀区人民法院提起公诉。10月，梁波被海淀区人民法院判刑3年6個月，被羈押在北京市女子監獄。2013年11月6日出狱。2014年5月6日偕母親和兩個孩子來到美國。2015年1月在大紀元時報舊金山分社任記者。2017年離職。